# Воселар
Воселар (на нидерландски: Vosselaar) е селище в Северна Белгия, окръг Тьорнхаут на провинция Антверпен. Намира се на 3 km западно от центъра на град Тьорнхаут. Населението му е около 10 100 души (2006).